# 奈爾·德葛拉司·泰森
尼爾·德格拉斯·泰森 （英語：Neil deGrasse Tyson，1958年10月5日—）是一名美國天文學家，專精宇宙學，博士後之後不再做前沿學術研究，轉型為向大眾推廣天文學的科學傳播者，因此聞名美國，獲美國太空總署傑出公共服務獎章（2004年）、美国国家科学院傑出公益奬章（2015年）。美國自然史博物館天文物理部創始人兼助理研究員，亦是該博物館轄下羅斯地球與太空中心內海頓天象館館長。父母均為供職於美國政府的研究員，父為非裔美國人，母為波多黎各人。
2006年起，他開始主持公共电视网上的科學教育節目《新星-今日科學》（NOVA ScienceNOW），並且經常是《每日秀》（The Daily Show）、《科伯報告》（The Colbert Report）、《與標馬艾的實時》和《危险边缘》等節目的來賓。2011年8月5日泰森宣布他接下原由卡尔·萨根主持的節目《宇宙：個人遊記》（Cosmos: A Personal Voyage）的下一季新節目《宇宙大探索》（Cosmos: A Spacetime Odyssey）的主持人。

## 早期生活
奈爾·德葛拉司·泰森出生在美國紐約市，在家中三個孩子中排行第二。父親西里爾·德葛拉司·泰森是一位社會學家，也是紐約市長約翰·林賽（John Lindsay）的人力資源專員。母親 Sunchita Feliciano Tyson 是一位老人學家。泰森在1972到1976年間就讀於布朗克斯科學高中（The Bronx High School of Science），這期間他是學校摔跤隊的隊長，也是學校的體育雜誌總編輯。泰森年輕時就對天文學有著不變的興趣，並在青少年時對天文學相當癡迷，在15歲時因為在天文社團演講而有一些知名度。
當時在康乃爾大學任教的卡尔·萨根嘗試讓泰森進入康乃爾大學就讀。泰森接受記者丹尼爾·西蒙尼訪問時曾說：「很有趣地是，當我申請康乃爾大學時，我在申請文件中表示對研究宇宙的興趣。當申請辦公室人員把我的資料送到卡尔·萨根教授那裡時，他注意到了我並聯絡我。他是個非常熱情的人，且有巨大的影響力。薩根博士就像宇宙一樣偉大，而且是很了不起的導師」。但是泰森選擇進入哈佛大學主修物理學。他在大學一年級時是划船隊的成員，但在二年級以後重新進行摔跤運動；最後在大學四年級時成為「優秀運動員」。泰森在1980年獲得物理學士。之後進入德克薩斯州大學奧斯汀分校，於1983年獲得天文學碩士。在德州大學期間除了划船和摔跤，他還擅長於許多種舞蹈，其中有爵士舞、芭蕾舞、非洲-加勒比舞、拉丁舞。1985年他和德州大學舞蹈隊在國際爵士舞全美國錦標賽中得到金牌。他的博士課程一開始是在德州大學，但後來在1988年轉往哥倫比亞大學就讀，並分別在1989年和1991年獲得天文物理學碩士和博士學位（請參見國際太空聯盟提供的相關簡歷。泰森在 NASA Academy Sharing Knowledge 也有相關介紹）。

## 專業生涯

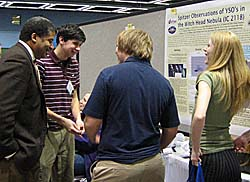
泰森和一群學生在美國天文學會2007年的研討會

泰森的研究主要集中在恆星形成與恆星演化，以及物理宇宙學和銀河系天文學。他曾經在多個單位任職，包含馬里蘭大學學院市分校、普林斯頓大學、美國自然史博物館和海頓天象館。
泰森出版了多本天文學普及讀物。1995年他開始在《自然史雜誌》編寫 "Universe" 專欄。泰森在2002年時在該專欄提出了「曼哈頓巨石陣」一詞描述每年有兩天日落的陽光會和棋盤式布局的曼哈頓街道對齊，使所有未受阻擋的街道都可看到日落。
2004年時他主持公共电视网一個每集由四部分稱為 "Origins" 的短劇組成的節目《新星》，並且他和唐納德·戈德史密斯一起製作了該節目的姊妹節目《起源：宇宙演化140億年》（Origins: Fourteen Billion Years Of Cosmic Evolution）。之後他再次和戈德史密斯合做製播了紀錄片《400年的故事-望遠鏡》（400 Years of the Telescope），並在其中擔任旁白；影片於2009年4月在公共電視網首播。
2001年時，當時的美國總統喬治·沃克·布希任命泰森進入美國航太工業未來發展委員會（Commission on the Future of the United States Aerospace Industry）任職；2004年時他進入美國太空探索總統委員會（President's Commission on Implementation of United States Space Exploration Policy）任職，該委員會之後更為人所知的名稱是「月球，火星和超越委員會」（Moon, Mars and Beyond Commission）。不久後他獲得美國國家航空暨太空總署傑出公共服務獎章，這是NASA賦予平民最高榮譽。
當泰森擔任海頓天象館館長時，他打破傳統思維將展場中心的冥王星排除在行星之外。泰森解釋他希望表現各天體之間共同性。其展示將行星分成類地行星和氣體巨星兩群，而將冥王星這類天體排除在可以簡單記數的行星之外。泰森在每日秀、科伯報告、BBC 地平線（BBC Horizon）等節目中表示，這個決定讓他收到許多仇恨郵件，其中以兒童居多。2006年國際天文聯會確認將冥王星改分類為「矮行星」。丹尼爾·西蒙尼在訪問的稿件中描述泰森的無奈：「有一陣子，海頓天文館並非相當熱門的景點」。
泰森曾擔任行星學會的副會長、會長和理事會主席。他也是公共電視網節目《新星-今日科學》的主持人。他於2006年11月參加了專題研討會「在信仰之外：科學、宗教、理性和生存」（Beyond Belief: Science, Religion, Reason and Survival）並發表演說。2007年泰森因為其充滿活力的性格、開朗的神態和對廣大宇宙的敬畏，而被選為歷史頻道節目《宇宙》的常客。
2009年5月他和喜劇演員 Lynne Koplitz 共同主持一個一小時的廣播節目 StarTalk。該節目於每星期日下午在洛杉磯的 KTLK AM 電台和華盛頓特區的 WHFS 電台聯播。該節目持續播放了13個星期，但在2010年12月恢復播出時改成和喜劇演員 Chuck Nice 和 Leighann Lord 共同主持。該節目也同時透過網路以實時播客的方式播出。
2011年4月，泰森是第93屆兩年制學校 Phi Theta Kappa 國際榮譽學會大會主要演講者。他和詹姆斯·兰迪發表了該大會的主題「資訊的民主化：權利、危機四伏和承諾」（The Democratization of Information: Power, Peril and Promise）相關的題目「懷疑論」

## 個人觀點
泰森認為智能设计論阻礙科學的進步。他接受播客 “Point of Inquiry” 訪問時表示自己是不可知論者。他曾在書面和廣播中廣泛談到宗教、精神和科學本身的靈性；其中包含兩篇文章 "The Perimeter of Ignorance"和 "Holy Wars"。而這兩篇文章發表在自然史雜誌和2006年舉辦的 Beyond Belief 專題研討會。
泰森居住在世界贸易中心附近，並且是九一一袭击事件目擊者。他的一封描述當時所見的信受到許多人流傳。2008年6月6日，在民主黨總統初選結果出爐後，泰森投書一篇文章在紐約時報的意見評論版，他提出了當時問卷調查統計資料的統計分析。在分析中他假設假如投書日當天選舉，贝拉克·奥巴马會被約翰·麥凱恩擊敗，但是希拉里·罗德姆·克林顿可以擊敗麥肯。
泰森曾和演化生物學家理查德·道金斯見面並談論宗教與科學。當他被問及是否有個至高的神時，泰森回答：「對於每個神存在的宣稱我已經描述過了，而我所見的每個宗教都宣稱他們的神是如何慈愛。當我看到這個宇宙和宇宙將用來殺死我們的方式，我很難認同各宗教所謂的神的慈愛和宇宙的狀態是協調的」
泰森與善待動物組織合作，並表示：「你不必成為火箭科學家也會知道，善良是一種美德」。他也接受善待動物組織訪問。他在討論智慧的概念（人類和其他動物）時，表示人類的失敗是至今無法和其他動物進行有意義地溝通，和人類必須對動物體諒。

## 媒體曝光
泰森在迪爾菲爾德中學於2007年的新科學中心啟用典禮上是主要的演講者。他強調科學在21世紀的影響力，以及科學的投資是昂貴的，但是會以知識增加的方式回報，而且提振對科學的興趣是無價的。泰森也是2008年6月由詹姆士·蘭迪教育基金會舉辦的關於科學和懷疑論的第六屆Amaz!ng Meeting研討會的主要演講者。
泰森在2005年10月26日到2011年1月6日之間曾在科伯報告出席八次。史蒂芬·科伯將泰森寫入他的書《我就是美国，你也能如此》（I Am America (And So Can You!)）的美國科學家章節。書中描述多數的科學家是「體面的，善意的人」。但有一欄所述的例外中，將泰森稱為「是一個絕對的怪物」。
泰森在2007年1月到2011年1月之間出席《每日秀》五次；其中一次是討論黑洞，另有一次則是他的新書《黑洞－讓我們從太陽中心啟程》（Death by Black Hole: And Other Cosmic Quandaries）。在他首次出席每日秀之後二日，他的書在亞馬遜網站是暢銷排行榜第四名。他在2007年時也曾經出席《柯南·欧布莱恩深夜秀》節目（Late Night with Conan O'Brien）。他是歷史頻道節目《宇宙》多個單元中的其中一位主要受訪者，並在該節目第156期The Skeptics' Guide to the Universe（2008年）是主要角色。2007年他參加了全国公共广播电台的猜謎節目《Wait Wait... Don't Tell Me!》。2008年10月25日他出席了CNN的《D. L. 休利爆新闻》（D. L. Hughley Breaks the News）。2009年他出席《傑·雷諾今夜秀》（The Tonight Show with Jay Leno）介紹他的新書《冥王星檔案》（The Pluto Files）。2009年6月25日他出席《吉米·法伦深夜秀》（Late Night With Jimmy Fallon）推銷他的書《冥王星檔案》，並討論關於他在公共电视网的節目《新星-今日科學》。他曾經在《科學交響曲》的其中兩部影片〈We Are All Connected〉和〈The Poetry of Reality〉出現。2010年他出席《瑞秋麥道脫口秀》談論關於冥王星的重分類。他也曾以特別來賓身分出席《百萬富翁》節目當電話諮詢員。
2008年11月21日他在《星際奇兵：亞特蘭帝斯》第五季第16集和2010年11月6日他在《生活大爆炸》第四季第7集客串，飾演自己。
2011年2月4日泰森是與標馬艾的實時第201和223集的嘉賓。
2016年他在《名模大間諜2》與《蝙蝠俠對超人：正義曙光》中，飾演自己。

## 個人生活

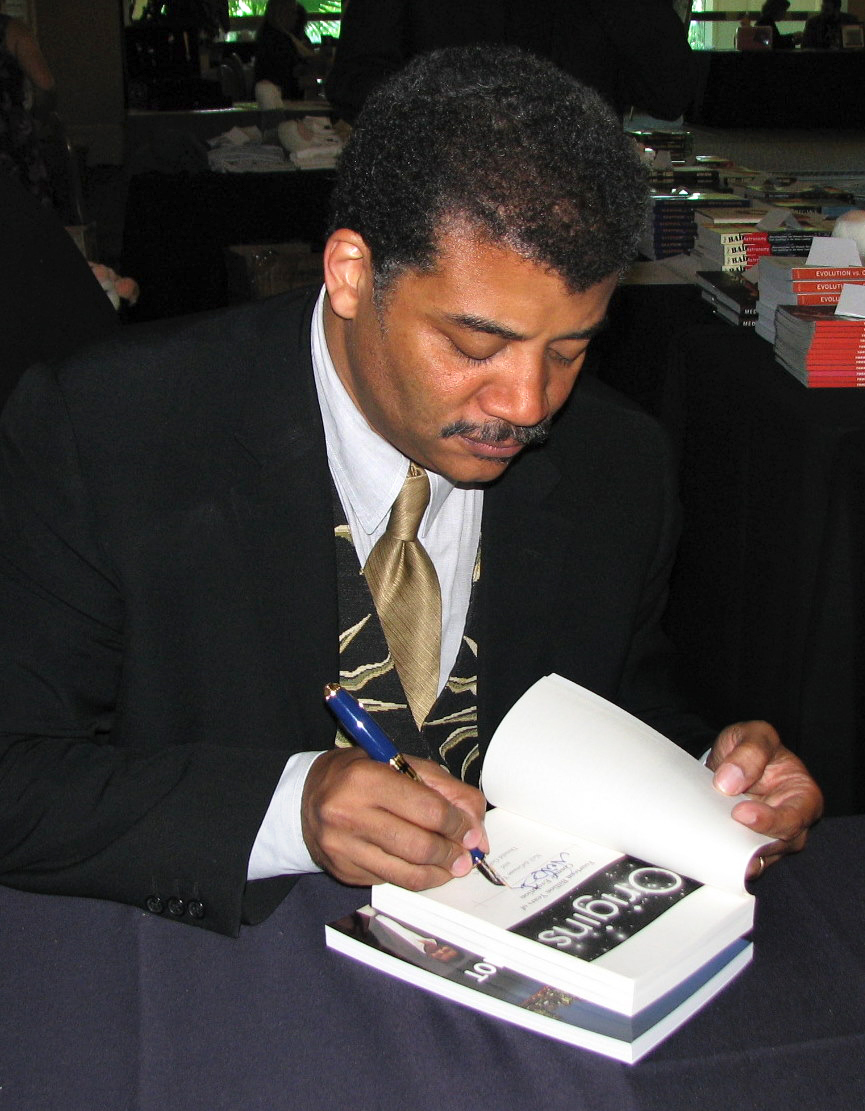
泰森在他的書 Origins 上簽名

泰森已婚，育有二名子女。現居紐約市曼哈頓下城。
泰森是一位紅酒愛好者，他收藏的紅酒曾登上2000年5月的葡萄酒觀察家（Wine Spectator）和2005年春季的世界美酒（The World of Fine Wine）雜誌。

## 榮譽與獎項

### 獎項
- 2001年哥倫比亞大學卓越獎章
- 2004年美國國家航空暨太空總署傑出公共服務獎章
- 2007年克洛普斯特格紀念獎
- 2009年太空基金會道格拉斯·莫羅公共推廣獎表彰他對太空計畫宣傳的貢獻[11]
- 2009年美國人文主義協會以撒·艾西莫夫獎[42]

### 榮譽博士
- 1997年纽约市立大学約克分校
- 2000年拉馬坡學院
- 2000年多米尼克學院
- 2001年里奇蒙大學
- 2002年布盧姆菲爾德學院
- 2003年美國東北大學
- 2004年紐約市立大學史泰登島分校
- 2006年佩斯大學
- 2007年威廉姆斯大学
- 2008年宾夕法尼亚大学
- 2010年阿拉巴馬大學亨茨維爾分校
- 2010年伦斯勒理工学院
- 2010年東康乃狄克州立大學
- 2011年蓋茨堡學院
- 2013年理海大學

### 榮譽
- 2000年《時人雜誌》將他評為「最性感天文物理學家」
- 2001年小行星13123（臨時編號1994KA）以他的名字命名
- 2001年《Crain's Magazine》將他選為紐約市最具影響力的 100 名科技人之一
- 2004年獲選為科學研究中最重要的 50 名非洲裔美國人之一[43]
- 2007年《哈佛校友》（Harvard Alumni）雜誌將他選為最具影響力的 100 名哈佛校友之一
- 2007年时代百大人物[44]
- 2008年《發現雜誌》（Discover magazine）將他選為科學界「最聰明的 50 人」之一[45]

## 代表性著作
以下是泰森所著專書：
- 《给忙碌者的天体物理学》（2018）
- Astrophysics for People in a Hurry（2017）ISBN 978-0393609394 （页面存档备份，存于）
- Space Chronicles (2012) ISBN 0393082104
- The Pluto Files: The Rise and Fall of America's Favorite Planet (2009) ISBN 0393065200
- 《死亡黑洞》（Death by Black Hole: And Other Cosmic Quandaries） (2007) ISBN 0393330168
- The Sky Is Not the Limit: Adventures of an Urban Astrophysicist (1st ed. 2000 / 2nd ed. 2004) ISBN 9781591021889
- Origins: Fourteen Billion Years of Cosmic Evolution (co-authored with Donald Goldsmith) (2004) ISBN 0393327582
- My Favorite Universe (A twelve part lecture series) (2003) ISBN 1565856635
- City of Stars: A New Yorker's Guide to the Cosmos (2002)
- Cosmic Horizons: Astronomy at the Cutting Edge (2000) ISBN 1565846029
- One Universe: At Home in the Cosmos (2000) ISBN 0309064880
- Just Visiting This Planet (1998) ISBN 0385488378
- Universe Down to Earth (1994)
- Merlin's Tour of the Universe (1989)

## 外部連結
- 官方网站
- Neil deGrasse Tyson的X（前Twitter）
- CV at AMNH page
- Biography at the Planetary Society
- PBS NOVA scienceNOW with Neil deGrasse Tyson（页面存档备份，存于）
- Star Talk Radio Show hosted by Neil deGrasse Tyson（页面存档备份，存于）